# Fly Me to the Moon
"Fly Me to the Moon", originalmente intitulado "In Other Words", é uma canção escrita em 1954 por Bart Howard. Kaye Ballard fez a primeira gravação da canção no ano em que foi escrita. Desde então, tornou-se um jazz standart frequentemente gravado, muitas vezes difundido na cultura popular; A versão de 1964 de Frank Sinatra estava intimamente associada às missões Apollo na Lua.
Em 1999, o Songwriters Hall of Fame dos Estados Unidos reconheceu a importância de "Fly Me to the Moon", introduzindo-o como uma "Towering Song", que é um prêmio "...apresentado todos os anos aos criadores de uma música individual que influenciou a nossa cultura de uma forma única ao longo de muitos anos.”

## História e composição
Em 1954, ao escrever a música que se tornaria "Fly Me to the Moon", Bart Howard vinha perseguindo uma carreira musical há mais de 20 anos. Ele tocou piano para acompanhar cantores de cabaré, mas também escreveu canções com Cole Porter, seu ídolo, em mente. Em resposta ao pedido de uma editora para uma música mais simples, Bart Howard escreveu uma balada de cabaré em tempo de valsa que ele intitulou "In Other Words". Um editor tentou fazê-lo mudar algumas palavras de "fly me to the moon" (voar para a lua) para "take me to the moon" (me levar para a lua), mas Howard se recusou a fazer isso. Muitos anos depois, Howard comentou que "...levei 20 anos para descobrir como escrever uma música em 20 minutos".
Ele usou sua posição como pianista e apresentador de piano no cabaré Blue Angel para promover a música, e logo foi introduzido nas performances de cabaré de Felicia Sanders.